# Тавровское адмиралтейство
Тавровское адмиралтейство — комплекс сооружений, основанный в 1705 году по указу царя Петра I в семи вёрстах южнее города Воронежа, недалеко от впадении речки Тавровки в реку Воронеж в селе Таврово. На тавровской корабельной верфи достраивались и оснащались корабли, построенные на Воронежском адмиралтействе, строились гребные и парусные суда всех классов для петровского Азовского флота и Донской военной флотилии, которая была сформирована в 1733 году в Таврове для действий против турецких кораблей в Азовском море. Создание адмиралтейства послужило основанием города Тавров (потерял статус в 1779 году). Адмиралтейство существовало до 1769 года.

## История
В апреле 1705 года Пётр I распорядился об устройстве нового адмиралтейства с корабельной верфью и крепостью в Таврово (ныне микрорайон в Воронеже), которое располагалось в 7 вёрстах южнее города Воронежа в месте, где впадала речка Тавровка в реку Воронеж. Необходимость создания нового адмиралтейства была обусловлена тем, что обмелевшее русло реки Воронеж стало малопригодным для спуска построенных кораблей на верфях Воронежского адмиралтейства.

### Начало строительства адмиралтейства и верфи
1 (12) июня 1705 года начальник Воронежского адмиралтейства адмиралтеец Фёдор Апраксин заложил на левом берегу реки Воронеж Тавровскую крепость и корабельную верфь при ней, что послужило основанием города Тавров. Летом и осенью жители Воронежа и окрестных городов работали в Таврове, возводя бастионы земляной крепости, каменные и деревянные строения Тавровской верфи. Тавровская верфь примыкала с юга к крепости и представляла собой казённое предприятие мануфактурного типа. Проектировал размещение и устройство верфи уполномоченный Петром I корабельный мастер Федосей Скляев, руководил строительством 11 параллельных доков «багорного и шурупного дела» мастер Анисим Моляров.
В Тавров из Воронежа были переведены корабельные мастерские и адмиралтейская русская школа, основанная в 1703 году для подготовки флотских офицеров. Был перевезён из Воронежа разобранный по брёвнам деревянный дом Петра I. В 1705—1711 годах в Таврове были построены адмиралтейский двор-крепость с девятью параллельными доками, мастерские, склады, погреба и галерный двор для размещения судов.

### Строительство судов в петровский период
С 1706 года из Воронежской верфи в Тавров стали переводить суда на достройку. 5 (16) февраля 1709 года Пётр писал Фёдору Апраксину: «Писал я Вам, что неприятель двинулся к Днепру… я чаю лутче то было чтоб и все корабли спустить и свесть в Таврово для лутчего бережения, того приказать слегка все выконопатить дабы могли только до Таврово сплыть, а там паки на блоки поставить…». В апреле 1709 года в Тавров прибыл Пётр вместе с царевичем Алексеем и сестрой Натальей Алексеевной. Здесь Пётр три дня работал простым плотником на верфи и строил 16-пушечную яхту. В связи с угрозой продвижения шведской армии Карла XII к Воронежу Пётр приказал Тавровскую верфь защитить земляным валом, и дал распоряжение кораблестроителям Ричарду Козенцу и Осипу Hаю заложить новые корабли для подготовки к войне с Турцией. В том же году корабельные мастера заложили на тавровской верфи четыре 80-пушечных корабля, в октябре 1709 года ещё два 50-пушечных корабля, 48-пушечный и 24-пушечный корабли, в октябре 1710 года — ещё три 48-пушечных корабля (корабли остались недостроенными и разобраны в 1727 году).
В 1709 году на Тавровской верфи было построено 17 скампавей. В 1710 году корабельный мастер Иван Немцов спустил на воду и вооружил две 14-пушечные шнявы «Дегас» и «Фалк», которые сразу же включили в состав Азовской флотилии. Затем Иван Немцов руководил работами по тимберовке 80-пушечного корабля «Старый орёл» и строил для разных грузовых операций 40 транспортных гребных судов. В 1711 году на верфи был построен 24-пушечный фрегат, заложены ещё два 36-пушечных фрегата (все без названия). В том же году на верфи были построены три шмака, кораблестроитель Василий Шипилов заложил пять бригантин, ещё шесть бригантин было спущено на воду.
Во второй половине 1711 года на Тавровскую верфь был направлен кораблестроитель Юрий Русинов. В 1711—1712 годах он вместе с Василием Шипиловым построил на верфи малые суда: пять бомбардирских малых шлюпок и несколько казацких малых лодок. Также в 1712 году на верфи были построены 12 палубных корабельных ботов (строитель Выбе Геренс) и один пакетбот (строитель капитан Роберт).
В июле 1711 года был подписан Прутский мирный договор, по которому Россия обязывалась ликвидировать Азовский военный флот. Строительство 80— и 48-пушечных кораблей, которые вели с 1707 года Р. Козенц и О. Hай, осталось незавершённым. Корабельные мастера были переведены в Санкт-Петербург. Оставшийся в Таврове кораблестроитель И. Немцов достраивал 28-пушечный фрегат и 48-пушечный корабль, начатые Р. Козенцом, готовил к консервации 21 линейный корабль и другие боевые суда, переведённые сюда корабли азовского флота.
В 1722 году, после победы в Северной войне, Пётр I вновь поставил задачу выхода к Чёрному морю и создания для этого Донской флотилии. На Тавровской верфи было приказано построить: 9 больших и 6 малых прамов, 15 малых галер и 30 малых судов. В Тавров из Санкт-Петербурга были посланы: для руководства адмиралтейством — вице-адмирал Матвей Змаевич, для строительства прамов и бригантин — корабельный мастер Федосей Скляев, строителем галер был назначен итальянский корабельный мастер на русской службе Ф. Дипонтий. Адмиралтейство подчинялось капитану над портом и имело ряд разных чинов от экспедиций экипажеской (заведовала всеми магазинами, приходом и расходом материалов и такелажными мастеровыми), комиссариатской (организация хозяйственным управлением, денежное довольствии, доставка продовольствия, обмундирования и снаряжения), над верфями и строениями.
В 1723 году в Таврово прибыло около 14 тысяч мастеровых из Санкт-Петербурга и «работных людей» из Воронежа и других городов края. 8 (19) апреля 1723 года Петром I был подписан указ о строительстве в Таврове судов для будущего флота, предназначавшегося для борьбы с Турцией за выход в Чёрное море. Согласно приказу в апреле 1723 года на верфи были заложены семь 16-баночных галер типа «Вёдрая» и восемь 18-баночных галер типа «Бодрая», в том же году начали строительство девяти больших 44-пушечных двухдечных прамов «Близко не подходи», «Гром и молния», «Дикий бык», «Небоязливый», «Разгневный», «Северный Медведь», «Сердитый», «Спящий Лев», «Страшный» и шести малых 8-пушечных однодечных прамов типа «Блоха» (головной прам серии), «Клоп», «Комар», «Овот», «Сверчок» и «Таракан».
В 1724 году в Таврово был открыт первый на юге России морской госпиталь и казённая суконная фабрика.
В 1723—1724 годах под руководством вице-адмирала Матвея Змаевича и корабельного мастера Федосея Скляева в Таврове было построено 89 судов различных типов, в том числе 14 прамов, 15 галер, 30 каек, 6 больших шлюпов и 23 бота.
После подписания в Константинополе 12 (23) июня 1724 года русско-турецкого договора, разграничивающего владения России и Турции, 1 (12) октября 1724 года был издан указ о прекращении работ по строительству судов. Змаевичу было приказано сдать дела по донскому судостроению капитан-лейтенанту А. Росселиусу, а самому, вместе с корабельным мастером Скляевым, возвращаться в Санкт-Петербург. В результате галеры и прамы были оставлены недостроенными на стапелях. Суда остались стоять на верфи. В Таврово было оставлено 60 солдат и матросов, а также 47 адмиралтейских служащих для сооружения специальных корабельных укрытий.
В 1728 году Матвей Змаевич был вновь назначен начальником Тавровского адмиралтейства. Летом 1731 года он доносил в Петербург о состоянии тавровских кораблей: «В 50 лет оным построенным военным судам, как прамам, так и галерам, никакого повреждения быть не может».

### Строительство судов в период правления Анны Ивановны
В 1733 году правительство императрицы Анны Ивановны, готовясь к войне с Турцией, распорядилось о восстановлении строительства кораблей в Таврове и создании Донской военной флотилии.
Осенью 1733 года были расконсервированы ранее недостроенные суда, в том числе прамы и восемь 18-баночных галер типа «Бодрая», строительство которых началось ещё в 1723 году. В мае 1734 года галеры «Добрая», «Забавная», «Зазорная», «Ласковая», «Приятельная», «Терпеливая», «Учтивая», «Честная» были достроены и спущены на воду.
27 июня (8 июля) 1735 года был издан указ императрицы Анны Иоанновны о достройке, спуске на воду и подготовке судов, построенных в Таврове. В результате все девять больших 44-пушечных двухдечных прамов и шесть прамов типа «Блоха» были спущены в 1735 году. Змаевич получил приказ строить ещё несколько новых малых судов — прамов, галер, ботов и шлюпок. Из Воронежа на строительство судов были направлены «мастеровые люди», руководил постройкой галерный мастер А. И. Алатчанинов, который работал в Таврове с 1732 года.
Осенью 1734 года вице-адмирал Змаевич получил приказ из Петербурга — готовить корабли к боевым действиям, вооружить гребной флот и построить для его пополнения несколько галер и лодок. Весной 1735 года, с началом русско-турецкой войны, все тавровские корабли были спущены на воду. Это было последнее служебное поручение, приведённое им в исполнение. 25 августа 1735 года он скончался в Таврове. В сентябре 1735 года командующим Донской флотилией и Главным начальником Тавровского адмиралтейства был назначен контр-адмирал П. П. Бредаль.
В 1735 году на верфи были заложены четыре 16-баночных галеры типа «Палюлос», тринадцать 20-баночных галер типа «Амур» и три 22-баночных галеры типа «Кавалер Святой Андрей» (все галеры спущены на воду в 1736 году). В Таврове летом 1736 года продолжалось строительство небольших морских судов: ботов, шлюпок, казачьих лодок. За год корабельные мастера и работные люди построили 118 малых судов, которые были отправлены в Азов. Мастер А. И. Алатчанинов в Таврове сконструировал морской казачий чёлн, по проекту которого было построено несколько сот казачьих чаек.
В 1737 году в Тавров по Высочайшему указу был направлен князь М. М. Голицын для наблюдения за строительством флотилии. В 1739 году закончилась русско-турецкая война. Россия прочно закрепилась на берегах Азовского моря, вследствие этого необходимость в строительстве морских судов на верфях Воронежского края отпала. 15 (26) января 1740 года из Петербурга было послано распоряжение воронежскому губернатору о прекращении кораблестроительных работ в Таврове. Все морские офицеры и матросы, находившиеся в Воронеже и Таврове, отзывались в Петербург. Тавровское адмиралтейство некоторое время ещё продолжало существовать, оно было официально упразднено осенью 1741 года.
В 1744 году большой пожар, пришедший из степи, фактически уничтожил верфи и город Тавров. После пожара город уже не смог возродиться. Многие его жители переселились в Воронеж и в другие места.

### Строительство судов в период правления Екатерины II
После начала русско-турецкой войны 18 (29) ноября 1768 года был издан указ императрицы Екатерины II, которым предписывалось «отправить генерал-кригскомиссара И. М. Селиванова в Тавров и прочие тамошние адмиралтейства для приготовления там лесов к строению судов разной величины и для возобновления как нужных магазинов, так и прочих потребных строений», а во-вторых, «употребить оной коллегии всевозможное старание примыслить род вооружённых военных судов, коими бы против тамошних морских судов с пользою действовать могли». Было решено построить на старых верфях на Дону и его притоках флотилию. Контр-адмирал Алексей Наумович Сенявин приступил к восстановлению верфей в Таврове, Павловске, на Икорце и на Хопре, а также портов в Азове и Таганроге. Адмиралтейств-коллегия решила строить парусно-гребные суда нового типа, получившие название «новоизобретённых кораблей», которые должны были иметь от 12 до 16 пушек 12-фунтового калибра, а также две пудовые гаубицы. В числе этих судов были и бомбардирские, вооружённые гаубицами и мортирами.
В июле 1769 года императрица Екатерина II утвердила доклад Адмиралтейств-коллегии «О штатном положении для служителей Тавровского адмиралтейства». На верфи было построено 30 лодок, шлюпок и баркасов к прамам и «новоизобретённым» кораблям, а также 12 ялботов для перевозки в Павловск железа. Верфь выполняла функции «главного магазина» Азовской флотилии. В декабре того же года кораблестроительные работы в Таврове были прекращены в связи с тем, что проводка отсюда даже не нагруженных вооружённых лодок вызывала сложность. Кораблестроение «новоизобретённых кораблей» продолжилось на Новопавловской и Новохопёрской верфях. Тавров потерял статус города и в 1779 году стал селом Таврово Воронежского уезда.
В 1969 году Таврово включено в состав городской территории (Левобережный административный район) Воронежа. В 1972 году корабельные доки в Таврово были затоплены при заполнении Воронежского водохранилища. Сохранился только один из доков верфи в конце Петровской улицы и песчаная насыпь, на которой располагался западный бастион галерного двора.

## Память
В 1970-х годах на бетонном постаменте в водах Воронежского водохранилища была установлена модель парусного корабля в память о петровском судостроении.